# Midrasj
Midrasj (Hebreeuws: מִדְרָשׁ, midrāš, "onderzoek" of "uitleg", meervoud midrasjiem) is een rabbijnse methode van Bijbel-exegese. De uitlegging kan een enkel vers betreffen of een volledig Bijbelboek. Zij kan ook verwijzen naar een compilatie van lessen, in de vorm van commentaar op de Thora (de eerste vijf boeken van de Hebreeuwse Bijbel, die traditioneel aan Mozes worden toegeschreven). Er is geen eenduidige definitie van midrasj en het woord kan in die zin worden vergeleken met andere generieke aanduidingen als legende of vertelling.

## Geschiedenis
De vroegste vermeldingen van "midrasj" zijn in 2 Kronieken 13:22 ("werk") en 24:27 ("toelichting"), waarbij de vertaling onzeker is. Pas in latere, deuterocanonieke werken, zoals Wijsheid van Jezus Sirach 51:24 en in de Dode Zee-rollen (bijvoorbeeld Gemeenschapsregel 8:15 of Verbond van Damascus 20:6) kan een betekenis worden aangetroffen in de zin van een "leer", "onderwijzing" of "uitlegging". Hier sloot de rabbijnse traditie bij aan.

## Methodologie
Als "midrasj" wordt gebruikt als woord betekent het een manier om een Bijbels vers te interpreteren. Traditioneel wordt de tekst onderscheiden in pesjat (directe betekenis), remez (een hint), derasj (exegese) en sod (mystiek). De midrasj richt zich voornamelijk op remez en derasj.
Er worden veel exegetische methoden toegepast om een diepere betekenis uit de tekst te halen. Dit zijn niet alleen de dertien traditionele gereedschappen van de Tanna Rabbi Jishmael die gebruikt worden in de halacha (Joodse wet). De aanwezigheid van overbodige letters, chronologie van gebeurtenissen, parallelle vertellingen en andere afwijkingen worden vaak gebruikt voor de interpretatie van gedeeltes van de tekst. In veel gevallen zijn er verschillende mogelijkheden: een paar regels kunnen een enorme filosofische discussie opleveren. Het is onduidelijk of de midrasj aanneemt of deze dialogen ook hebben plaatsgevonden of alleen ter illustratie en uitleg zijn.
De klassieke midrasj begint met een schijnbaar niet gerelateerde zin van de Psalmen, Gezegden of Profeten en verwordt tot een metaforische gedachtegang op de rabbijnse interpretatie. Vaak zijn de discussies zeer metaforisch en kunnen ze dus moeilijk letterlijk worden genomen. Liberale joden nemen ze dan ook niet letterlijk. Onder orthodoxe rabbijnen is het een grote discussie of het wel of niet verplicht is om letterlijk in alle midrasjiem te geloven.